# Contre
Contre (picardisch: Conte) ist eine nordfranzösische Gemeinde mit 146 Einwohnern (Stand 1. Januar 2022) im Département Somme in der Region Hauts-de-France. Die Gemeinde liegt im Arrondissement Amiens und gehört zum Kanton Ailly-sur-Noye.

## Geographie
Die Gemeinde liegt rund vier Kilometer westlich von Conty an früheren Route nationale 320 im Tal der Évoissons, in die hier der Rivière des Parquets mündet, der die Grenze zur Gemeinde Fleury bildet.

## Einwohner
| 1962 | 1968 | 1975 | 1982 | 1990 | 1999 | 2006 | 2016 |
| ---- | ---- | ---- | ---- | ---- | ---- | ---- | ---- |
| 107  | 97   | 72   | 76   | 73   | 91   | 115  | 159  |

## Sehenswürdigkeiten

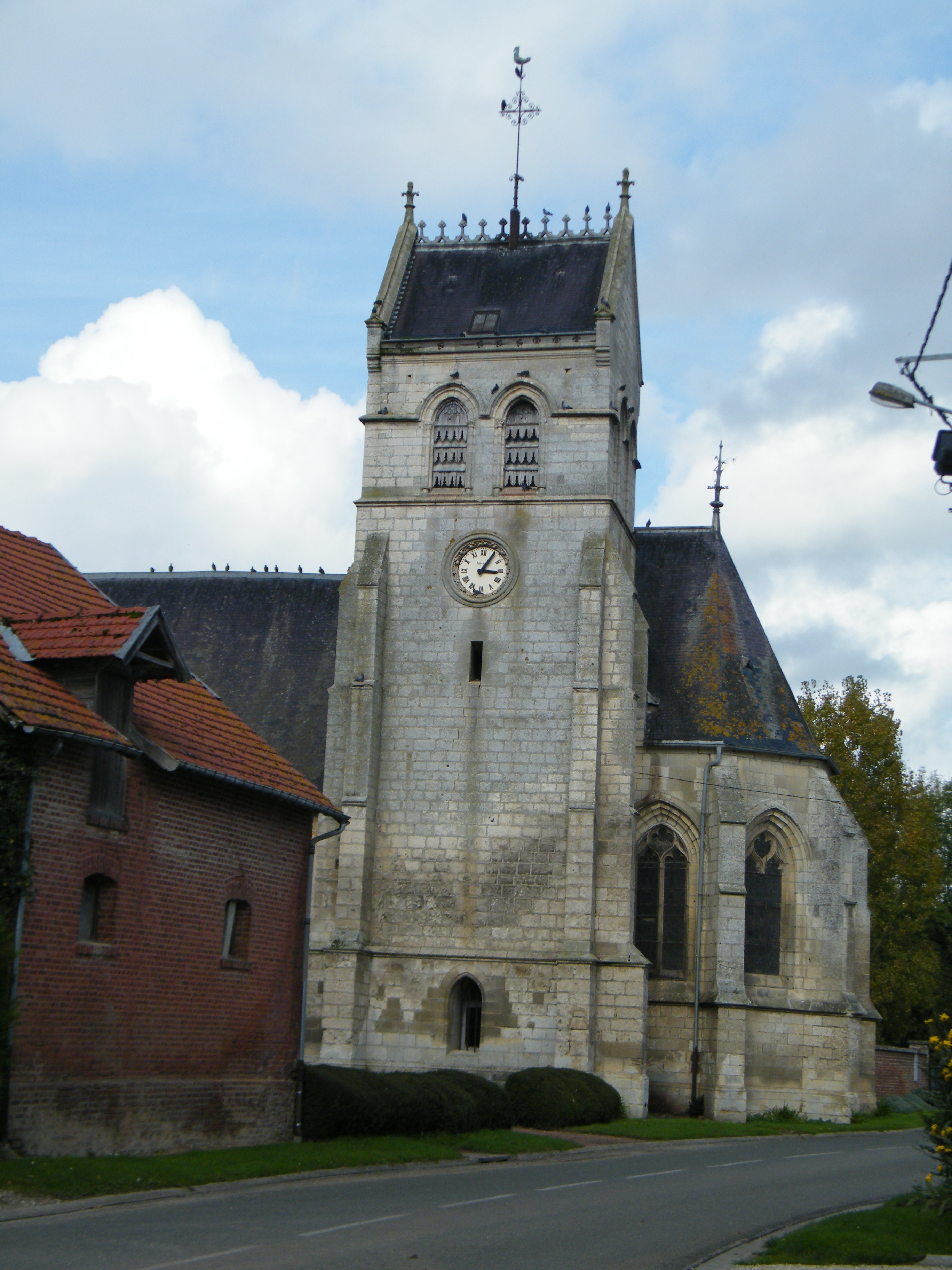
Kirche Saint-Cyr

- Kirche Saint-Cyr